# Giuditta Pasta
Giuditta Angiola Maria Costanza Pasta, nata Negri (Saronno, 26 ottobre 1797 – Como, 1º aprile 1865), è stata un contralto e soprano italiano.
È considerata, insieme a Maria Malibran, la più celebre cantante lirica del XIX secolo.

## Biografia
Figlia di Carlo Antonio Negri, farmacista di Lomazzo, e di Rachele Ferranti, studiò solfeggio e canto con lo zio materno Filippo Ferranti, violoncellista, e a Como con Bartolomeo Lotti, maestro di cappella della locale cattedrale. A Como, la piccola Giuditta si esibì per la prima volta in pubblico, nel 1812, nella Chiesa di Santa Cecilia. L'anno successivo lo zio la condusse a Milano introducendola nell'ambiente culturale della capitale lombarda. Ottenne gli insegnamenti musicali di Pietro Raj, vicecensore del Real Conservatorio di musica, quelli di arte scenica della danzatrice Antonia Pallerini, e fu affidata dal celeberrimo contralto Giuseppina Grassini alle cure di Giuseppe Scappa, insegnante di canto al Teatro alla Scala. E fu proprio nell'opera Lopez de Vega, dello Scappa, anche compositore dilettante, che fece il suo debutto in palcoscenico il 30 gennaio 1816, al Teatro de' Filodrammatici di Milano, nel ruolo della baronessa Isabella, al fianco di Luigi Goffredo Zuccoli e di Giuseppe Pasta dilettante e avvocato milanese, che era diventato suo marito il 17 dello stesso mese. Il 6 marzo, poi, si esibì, ancora sul palcoscenico de' Filodrammatici, e ancora insieme al marito, nell'azione scenica La contesa musicata da Pietro Raj, un altro dei suoi maestri. Più tardi, quel medesimo anno, Ferdinando Paër la volle al Théâtre Italien a Parigi, per partecipare all'allestimento della sua opera Il principe di Taranto, nella parte di Rosina. Nel teatro parigino, la Pasta fu anche Donna Elvira nel Don Giovanni di Mozart, e la protagonista femminile in Giulietta e Romeo di Zingarelli.

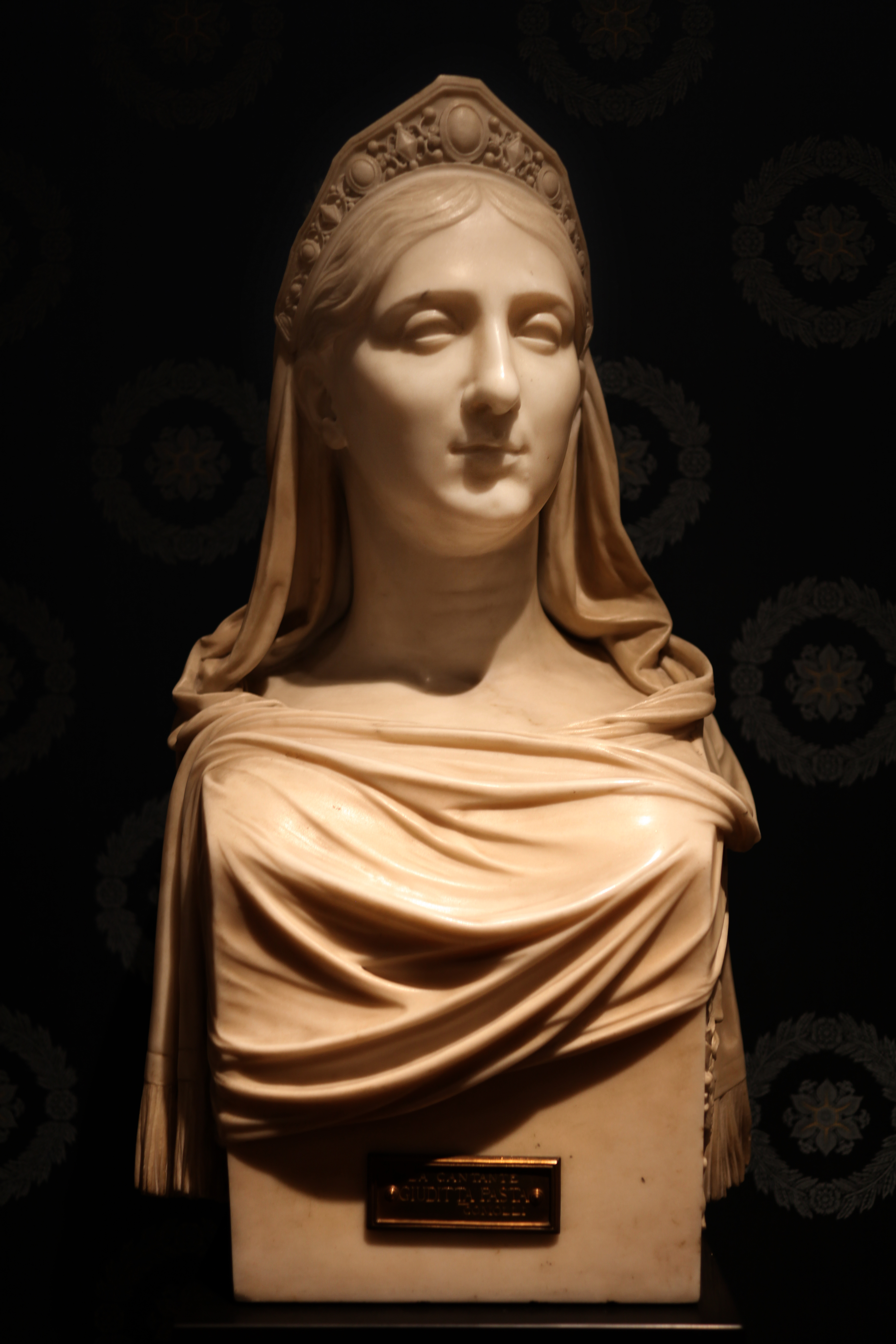
Busto di Giuditta Pasta nei panni di Semiramide (1829) (Giovan Battista Comolli, Museo del Teatro alla Scala)

Nel 1817 fu scritturata al His Majesty's Theatre di Londra, dove interpretò Telemaco nella Penelope di Domenico Cimarosa con Gaetano Crivelli. Come il debutto italiano, anche quello inglese si rivelò un fallimento, ma la Pasta rispettò coscienziosamente gli impegni presi, continuando a esibirsi in opere di Paër, Mozart e Giacomo Ferrari.
Dopo la nascita della figlia Clelia (27 marzo 1817), nel settembre di quello stesso anno riprese l'attività al Teatro San Benedetto di Venezia dove cantò in Adelaide e Comingio di Giovanni Pacini.
Nel biennio 1818-20 si concentrò sulla carriera in Italia, cantando nelle principali città della Penisola (Padova, Roma, Brescia, Trieste, Torino, Venezia) e collaborando con la grande Giuseppina Grassini.
Nel 1819 fu Vespina in Agnese di Fitz-Henry di Ferdinando Paër con Marco Bordogni, Luigi Lablache e Filippo Galli (basso) al Théâtre-Italien di Parigi.
Al Teatro La Fenice di Venezia debuttò nel 1820 come Gonzalvo nella prima assoluta di La conquista di Granata di Giuseppe Nicolini e nel 1821 fu la protagonista della prima assoluta di Arminio ossia L'eroe germano di Stefano Pavesi.
Tra il 1821 e il '23 cantò prevalentemente al Théâtre Italien di Parigi in un vasto repertorio, in particolare Rossini (Desdemona in Otello con Manuel García (padre) e Nicolas-Prosper Levasseur nel 1821, Enrico in Elisabetta, regina d'Inghilterra) e la protagonista in Tancredi, Elcia in Mosè in Egitto nel 1822, la protagonista in Medea in Corinto (Mayr), Elvira in La rosa bianca e la rosa rossa di Mayr con Claudio Bonoldi e Carlotta in Elisa e Claudio di Mercadante nel 1823, La gazza ladra, ma anche Don Giovanni di Mozart, Giulietta e Romeo di Nicola Zingarelli, Camilla di Paër e Nina, o sia La pazza per amore di Giovanni Paisiello.
In questo periodo della sua carriera francese, la Pasta è contesa non solo dai teatri (Odeon e Opéra), ma anche dalla nobiltà.
Nel dicembre 1821 è Edoardo in Eduardo e Cristina di Rossini con Nicola Tacchinardi al Teatro Regio di Torino.
Nel biennio 1824-25 cantò a Londra e Parigi. Nell'aprile 1824 è Desdemona in Otello di Rossini al Her Majesty's Theatre, in giugno nelle Almack's Assembly Rooms partecipa alla prima assoluta della cantata Il pianto delle Muse in morte di Lord Byron di Rossini, con Isabella Colbran, Maria Malibran e Giuseppe De Begnis, in luglio canta in concerto all'Università di Cambridge con Rossini al pianoforte, Angelica Catalani e il contrabbassista Domenico Dragonetti, è la protagonista di Semiramide (Rossini) diretta dal compositore con Lucia Elizabeth Bartolozzi al Her Majesty's Theatre e canta in concerto al nella Apsley House del Duca di Wellington con Rossini al pianoforte e Giuseppina Ronzi de Begnis, nel giugno 1825 fu scritturata nuovamente al King's Theatre di Londra per cantare nel Barbiere di Siviglia di Rossini, ma l'11 - a causa di un'indisposizione - fu sostituita dalla giovanissima Malibran.
Ripresasi, si recò immediatamente a Parigi (Théâtre Italien), dove il 19 giugno cantò la parte protagonistica di Corinna nel successo della prima assoluta de Il viaggio a Reims di Rossini con Ester Mombelli e Domenico Donzelli ed in settembre è Armando nel successo di Il crociato in Egitto di Meyerbeer.

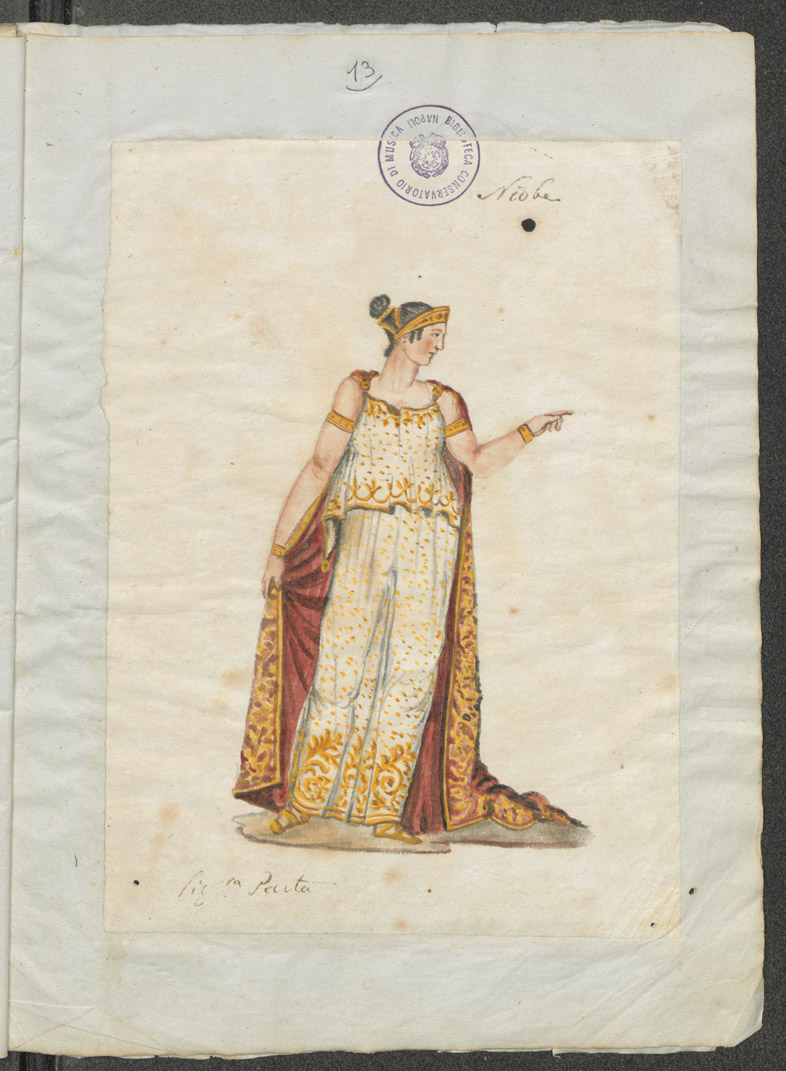
Giuditta Pasta nelle vesti di Niobe nella rappresentazione al Teatro San Carlo di Napoli il 19 novembre 1826

Nel 1826, oltre agli impegni con Parigi come Zelmira di Rossini, con Giovanni Battista Rubini al Théâtre-Italien e a Londra con Medea in Corinto, canta anche all'Opéra, la Pasta debuttò con strepitoso successo al Teatro San Carlo di Napoli con la prima assoluta di Niobe di Pacini con Carolina Ungher.
Nel 1827 è la protagonista delle prime assolute di Giuditta di Pietro Raimondi al San Carlo e di Maria Stuart, regina di Scozia di Carlo Coccia a Londra.
Al Teatro Comunale di Bologna nel 1829 è Desdemona in Otello di Rossini con Domenico Reina, Semiramide di Rossini con Clorinda Corradi ed Amenaide in Tancredi. Nel 1829, dopo circa quindici anni come contralto, passò al registro di soprano, esordendo a Vienna con la Semiramide di Rossini, questa volta nei panni della protagonista: il successo fu tale che gli scultori Marchesi e Comolli scolpirono due busti in marmo raffiguranti la cantante nelle vesti di Semiramide. Quello del Comolli è oggi al Museo della Scala di Milano; in onore del busto di Marchesi, presentato all'Esposizione di Brera del 1829, il poeta e librettista Felice Romani compose una canzone in versi, Pel busto di giuditta Pasta, 1829.  Nel frattempo si esibiva con frequenza a Milano, dove soggiornava nel lussuoso palazzo di Contrada del Monte n. 1275 (ora via Montenapoleone n. 30), acquistato intorno al 1829 e fatto riccamente decorare secondo il gusto di un neoclassicismo tardo. La Pasta, che ebbe disponibilità del palazzo dal 1834 al 1866, non risiedette a lungo nella dimora milanese, a cui preferì dapprima la residenza parigina di Rue de Richelieu e poi la «Roda» di Blevio, dove trascorse gli ultimi anni della sua vita.
In quello stesso anno, il conte Czernin, ciambellano della Corte asburgica, le conferì il titolo di Prima cantante di camera di S.M.I.R.A., ossia Sua Maestà Imperial Regia Apostolica.
Nel 1830 Donizetti compose per lei l'opera Anna Bolena, che fu data con strepitoso successo al Teatro Carcano il 26 dicembre e cantata anche a Londra e al Théâtre-Italien con Marietta Brambilla, e nel 1831 con Eugenia Tadolini. Per la stesura dell'opera, il compositore aveva soggiornato a Blevio, ospite della stessa Pasta, che contribuì alla composizione con preziosi suggerimenti.
Nel 1831 cantò a Milano le parti da protagonista nelle prime assolute de La sonnambula con successo come Amina (cantata anche a Londra e al Théâtre-Italien nel 1831) e l'insuccesso (per l'indisposizione della Pasta) di Norma di Vincenzo Bellini diretta da Alessandro Rolla con Giulia Grisi, rispettivamente al Teatro Carcano (6 marzo) e al Teatro alla Scala di Milano (26 dicembre).
L'incontro tra la Pasta e il compositore catanese fu fondamentale per entrambi: la cantante trovò nel giovane musicista l'unica persona capace di metterne in risalto le doti, mentre Bellini trovò l'interprete ideale, l'unica che grazie ai ricchi mezzi vocali soddisfacesse pienamente la sua verve creativa e sperimentale.
Nel 1832 è Anna Bolena e Bianca nella prima assoluta di Ugo, Conte di Parigi alla Scala e Norma diretta dal compositore al Teatro Riccardi (poi Teatro Donizetti) di Bergamo ed alla Fenice di Venezia.
Nel 1833 è Desdemona in Otello di Rossini e Tancredi a Venezia e Bellini scrisse per lei una nuova opera, Beatrice di Tenda con Giovanni Orazio Cartagenova, cantata in anteprima con insuccesso al Teatro la Fenice di Venezia il 16 marzo.
Ancora nello stesso anno è Norma a Londra e Fausta a Venezia.
Nel 1834 è Anna Bolena e la protagonista nella prima assoluta di Emma d'Antiochia a Venezia ed a Bologna Fausta ed Anna Bolena.
Nel 1835 è Giulietta ne I Capuleti e i Montecchi di Bellini diretta dal compositore a Londra e Norma al Théâtre-Italien. Poi la Pasta si ritirò dalle scene dopo alcune infelici esibizioni alla Scala nella Norma: da qualche tempo sentiva che la voce cominciava a tradirla, ma con uno sforzo quasi sovrumano era sempre riuscita a dominarla; ora, nell'affrontare una parte così impegnativa, la voce le si spezzò, provocando reazioni indignate da parte della critica e del pubblico.
Nel 1837, dopo due anni di riposo, riprese l'attività al Drury Lane di Londra, proseguendo con una serie di concerti sia in Gran Bretagna che a Parigi. A proposito delle condizioni vocali della Pasta in queste sue esibizioni, la celebre cantante Pauline Viardot affermò: "È come l'Ultima Cena di Leonardo da Vinci: un quadro in rovina, ma il più bel quadro del mondo".
Cantò per l'ultima volta opere complete in una tournée in Russia nel 1841, dove a San Pietroburgo e Mosca interpretò Norma, Semiramide e Anna Bolena.
Ritiratasi dalle scene, diede ancora qualche concerto di beneficenza fino al 1845. Nel 1846 morì il marito, Giuseppe Pasta. Nel 1848 appoggiò da Blevio i patrioti italiani durante i moti rivoluzionari delle Cinque giornate di Milano; avuta notizia della vittoria degli insorti, il 22 marzo si recò con un manipolo di fedelissimi sul colle di Brunate, dove piantò la bandiera tricolore e intonò l'inno dell'Italia libera.
La sua ultima esibizione risale al 1851, quando cantò in un concerto alla Royal Opera House con Teresa Parodi, sua allieva.
Tra il 1849 e il 1863 visse tra Milano e Blevio, sul lago di Como, dove abitò nella sua Villa Pasta. Morì di bronchite nel 1865, all'età di 67 anni, a Como, nella casa già appartenuta alla propria nonna nell'attuale via Cinque Giornate, dove si era trasferita un anno circa prima della morte. Blevio fu, comunque, il suo luogo di sepoltura e nel cimitero è ancora visibile la grande targa commemorativa eretta in sua memoria.

## Repertorio

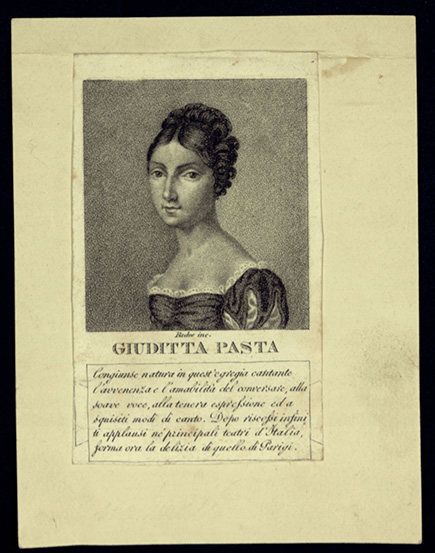
Ritratto di Giuditta Pasta, soprano (1797-1865), prima del 1840.

| Ruolo                   | Titolo                           | Autore     |
| ----------------------- | -------------------------------- | ---------- |
| Beatrice                | Beatrice di Tenda                | Bellini    |
| Romeo                   | I Capuleti e i Montecchi         | Bellini    |
| Imogene                 | Il pirata                        | Bellini    |
| Amina                   | La sonnambula                    | Bellini    |
| Norma                   | Norma                            | Bellini    |
| Curiazio                | Gli Orazi e i Curiazi            | Cimarosa   |
| Telemaco                | Penelope                         | Cimarosa   |
| Anna                    | Anna Bolena                      | Donizetti  |
| Fausta                  | Fausta (opera)                   | Donizetti  |
| Bianca                  | Ugo, Conte di Parigi             | Donizetti  |
| Diana                   | Festa patria                     | Farinelli  |
| Re Clearco              | I riti d'Efeso                   | Farinelli  |
| Giuditta                | Giuditta                         | Generali   |
| Linceo                  | Danao                            | Mayr       |
| Enrico                  | La rosa bianca e la rosa rossa   | Mayr       |
| Medea                   | Medea in Corinto                 | Mayr       |
| Elisa                   | Elisa e Claudio                  | Mercadante |
| Armando d'Orville       | Il crociato in Egitto            | Meyerbeer  |
| Despina                 | Così fan tutte                   | Mozart     |
| Donna Elvira Donna Anna | Don Giovanni                     | Mozart     |
| Servilia Sesto          | La clemenza di Tito              | Mozart     |
| Cherubino               | Le nozze di Figaro               | Mozart     |
| Marco Antonio           | La morte di Cleopatra            | Nasolini   |
| Lodomiro                | Giulio Cesare nelle Gallie       | Nicolini   |
| Gonzalvo                | La conquista di Granata          | Nicolini   |
| Malek-Adel              | Malek-Adel                       | Nicolini   |
| Ippolito                | Fedra                            | Orlandi    |
| Adelaide                | Adelaide e Comingio              | Pacini     |
| Niobe                   | Niobe                            | Pacini     |
| Zora                    | La schiava in Bagdad             | Pacini     |
| Matilde                 | La sposa fedele                  | Pacini     |
| Agnese                  | Agnese                           | Paër       |
| Nina                    | Nina, o sia La pazza per amore   | Paisiello  |
| Arminio                 | Arminio, ovvero L'eroe germano   | Pavesi     |
| Arsace                  | Aureliano in Palmira             | Rossini    |
| Eduardo                 | Eduardo e Cristina               | Rossini    |
| Elisabetta              | Elisabetta, regina d'Inghilterra | Rossini    |
| Rosina                  | Il barbiere di Siviglia          | Rossini    |
| Corinna                 | Il viaggio a Reims               | Rossini    |
| Ninetta                 | La gazza ladra                   | Rossini    |
| Elcia                   | Mosè in Egitto                   | Rossini    |
| Desdemona Otello        | Otello                           | Rossini    |
| Semiramide              | Semiramide                       | Rossini    |
| Tancredi                | Tancredi                         | Rossini    |
| Zelmira                 | Zelmira                          | Rossini    |
| Eleonora                | Le tre Eleonore                  | Scappa     |
| Isabella                | Lopez de Vega                    | Scappa     |
| Romeo Giulietta         | Giulietta e Romeo                | Zingarelli |

## Vocalità e personalità interpretativa
Dotata inizialmente di una voce limitata e debole, "priva di charme e di flessibilità", e che presentava notevole disomogeneità, velature e tendenza a stonare, ella seppe valorizzarne, grazie allo studio indefesso, perfino gli aspetti negativi e trasformarla in uno strumento eccezionale per sonorità, varietà di colori, duttilità, agilità ed estensione (dal la grave al re sovracuto). Come attrice possedeva una notevole presenza scenica, ottime doti recitative, straordinaria musicalità e forte temperamento drammatico. Il suo stile ampio e aulico fu definito da Bellini «sublime tragico».
Le ragioni del precoce declino della voce della Pasta sono da ricercare nella transizione dal registro di contralto a quello di soprano, le cui tessiture erano per lei troppo elevate. La Pasta era di fatto un mezzosoprano, seppure dall'ampia estensione acuta: sforzandosi di sostenere scritture acute, la sua voce accusava presto segni di stanchezza, portandola a "calare". È noto, ad esempio, che per venire incontro a tali difficoltà, nella Norma Bellini dovette abbassare di un intero tono la Casta Diva (da sol maggiore a fa maggiore), affinché la cantante calasse il meno possibile.
La Pasta è passata alla storia soprattutto per avere contribuito tramite eccezionali interpretazioni all'affermazione dei primi melodrammi di Bellini e Donizetti.

## Intitolazioni

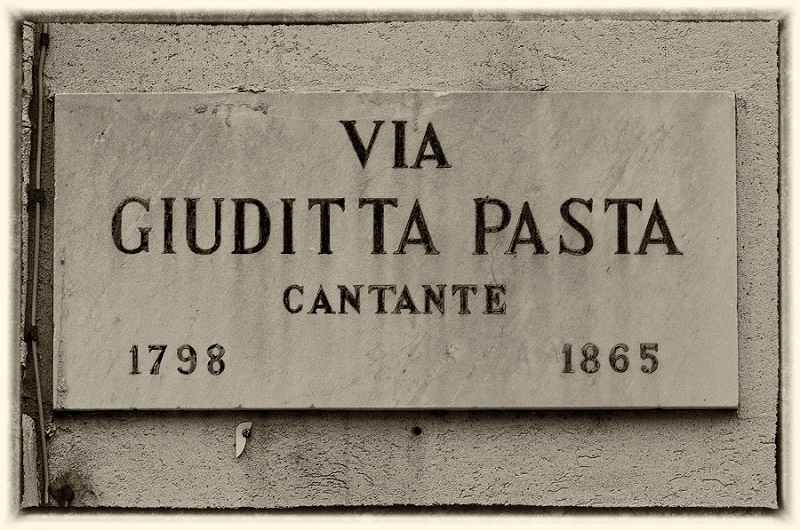
Padova. Via Giuditta Pasta

I comuni di Lomazzo (CO), Como, Milano e Padova le intitolano una via mentre il comune di Saronno (VA) il teatro cittadino e un percorso museale nella storica residenza di Villa Gianetti.